# Religieuses de Saint-André
Les Religieuses de Saint-André [RSA] (également connues comme Sœurs de Saint-André) forment une congrégation religieuse féminine dont les origines remontent au XIIIe siècle. Fondée à Tournai (Belgique) par deux sœurs qui renoncent à leurs biens propres pour ouvrir un hospice recevant pèlerins et voyageurs, elle reçoit sa première approbation canonique du pape Innocent IV, en 1249. Devenue monastique par obligation conciliaire au XVIe siècle (Concile de Trente) la congrégation redevient enseignante au XIXe siècle et adopte une spiritualité de type nettement ignacien.  

## Histoire

### Origines
En 1231 un hospice pour pèlerins est ouvert au bord de l’Escaut, en face de l’église paroissiale de Saint-Nicolas, dans un quartier alors à l’extérieur des murs de la ville de Tournai,. Elle est dirigée par deux sœurs (dont les noms sont inconnus) qui mettent leurs biens propres au service des pauvres voyageurs et pèlerins. 
Par la bulle du 28 octobre 1249 le pape Innocent IV prend sous sa protection l’hospice et ceux qui y habitent, et leur accorde certains privilèges religieux. Les termes employés dans la bulle indiquent qu’il y existe déjà un groupe vivant en communauté religieuse. La fraternité - qui est mixte - suit la règle de saint Augustin et dépend de l’évêque de Cambrai. 
Si le nom des deux sœurs fondatrices reste dans l’anonymat, l’histoire retient cependant celui du frère Pierre de Quartes, directeur de l’hospice en 1255. Couvert et logement sont offerts gratuitement aux pauvres qui se présentent: pèlerins et voyageurs arrivant au déclin du jour peuvent y passer la nuit avant de traverser l’Escaut et entrer dans la ville de Tournai.

### L’hospice devient hôpital
L’hospice Saint-Nicolas de Bruille est transféré à l’intérieur de la nouvelle enceinte de la ville de Tournai au début du XIVe siècle et devient hôpital. L’activité principale en est dès lors le soin de malades, sans qu’il perde pour autant son rôle d’hospitalité. Les malades sont reçus gratuitement. L’œuvre vit de dons publics. Outre la grande chapelle centrale, l’hôpital en abrite une autre pour les offices de la communauté religieuse. Celle-ci est dédiée à Saint André: elle donne le nom à la future congrégation religieuse. Les religieuses ne sont pas plus de six: « pour ne pas manger le pain des pauvres ». Trois religieuses de cette époque sont connues: la prieure Péronne de le Mot (+1381), Marie Flokette (+1331), et Jeanne Gargate (+1392). 
Une grave inondation provoquée par l’Escaut (1409) cause des dégâts considérables. C’est l’occasion de reconstruire l’hôpital en deux fois plus grand. Il prend le nom de Saint-André. Simultanément, la supérieure Marie de Corbehen, obtient de Jean de Bourgogne, évêque de Cambrai la suspension du décret limitant le nombre de religieuses. Aussitôt une dizaine de jeunes filles se présentent au noviciat. La règle, les statuts et le coutumier de l’hôpital sont revus et reçoivent une nouvelle approbation en 1460.
Le XVIe siècle est mouvementé. L’hôpital, comme tout le quartier du ‘Château’, est occupé par les troupes d’Henri VIII (en 1513-1517) La prieure Jeanne de Galand (1488-1529) y fait face avec sa communauté. Relevant l’hôpital de la dévastation due aux sièges de Tournai, celle qui lui succède, Catherine d’Espierre (1529-1563) restaure les lieux et reçoit un chapelain, prêtre anglais chassé de son pays en raison de sa foi catholique. 
En 1566, la crise iconoclaste épargne la chapelle, mais peu après, la peste de 1572 décime la communauté de religieuses qui, de par leur vocation au service des malades, sont fort exposées au fléau.

### Monastère et pensionnat
D’autres hôpitaux étant créés à Tournai l’hôpital Saint-André devient hospice et résidence permanente de personnes âgées et malade grabataires. Cela permet aux religieuses de s’adonner à une vie de prière et de contemplation. Le concile de Trente demande une vie religieuse cloitrée plus régulière et stricte. En 1611, sous la prieure Marie de la Chapelle la transformation est achevée, l’hôpital devient monastère. Les religieuses qui sont au nombre de 26 y connaissent une vie austère et stricte.
En 1643: nouveau tournant. Les anciens statuts sont modifiés avec l’aide du père jésuite Antoine Civoré (1608-1688). Si la règle de saint Augustin reste la source d’inspiration religieuse, les nouvelles constitutions mettent l’accent sur la charité fraternelle et l’ouverture apostolique. L’influence des Exercices Spirituels de Saint-Ignace est perceptible. À partir de la fin du XVIIe siècle le monastère reçoit des pensionnaires: jeunes filles dont elles assurent l’éducation et dames retraitées.   
En 1728 la prieure Madeleine de Ghosez fait construire une grande chapelle avec crypte qui sert de nécropole aux moniales et résidents du monastère. En 1796, c’est la fin: les religieuses sont expulsées par le pouvoir révolutionnaire français et leur monastère confisqué comme ‘bien national’. La communauté entre dans la clandestinité mais ne disparait pas. 

### Congrégation enseignante
Déjà en 1801 la supérieure du petit groupe, Marguerite Hauverlet, parvient à récupérer une partie de l’ancien monastère. D’autres se joignent à elles et, discrètement, reprennent la vie en commun. Pour survivre elles s’adonnent à l’enseignement. À partir du XIXe siècle, la congrégation devient ‘enseignante’. 
Les temps sont difficiles et les religieuses n’ont plus de statut juridique reconnu. L’évêque de Tournai, Gaspar Labis les prend sous sa protection, et les encourage à ouvrir un pensionnat modèle.  Avec son soutien actif le domaine de l’ancien monastère est racheté et à partir de 1836 un nouveau couvent est construit, entre la rue du Château et de la rue du désert (Tournai). 
Le tournant est confirmé lorsqu'en 1837 onze ‘Dames de Saint-André’ font leur profession religieuse solennelle suivant une règle (encore provisoire) d’inspiration nettement ignacienne. Avec l’aide du jésuite Pierre Jennesseaux (1804-1884) leurs constitutions sont revues: le nouveau texte s’inspirant largement des Constitutions jésuites est approuvé en 1857, sous le supériorat de Henriette de Sauw (1797-1862).  La congrégation - de droit pontifical - sera apostolique et missionnaire et non plus monastique. Cela leur permet de répondre à des demandes qui viennent d’autres diocèses et de l'étranger, ce à quoi leur évêque de Tournai s’opposait fréquemment. 
En 1859, les religieuses ouvrent une école normale à Bruges pour les religieuses du diocèse. En 1863, elles ouvrent leurs premières maisons hors de Belgique : à Jersey et à Londres. En Belgique des écoles et pensionnats sont ouverts à Ostende, Louvain et à Charleroi (1884). Au début du XXe siècle la congrégation passe outremer avec des fondations au Brésil (1914) et à Beno, au Congo (1932).
Un bombardement de la Seconde Guerre mondiale détruit complètement la maison-mère de Tournai (1940). Au prix de grandes difficultés financières un nouveau couvent est construit à Ramegnies-Chin, à cinq km au nord de Tournai, sur la route de Courtrai.

### Maison à Taizé
En 1966, à l’invitation de Frère Roger qui leur avait rendu visite dans leur maison de Louvain, les religieuses de Saint-André achètent une maison à Ameugny, près de Taizé en Bourgogne, où elles transfèrent leur maison louvaniste de formation internationale. Cette évolution est à la base d'une forte internationalisation de la congrégation. Depuis une quarantaine d’années elles collaborent avec les frères de Taizé pour assurer l’accueil des jeunes pèlerins, de plus en plus nombreux à visiter ce monastère œcuménique.
En 2011 les religieuses de Saint-André sont 146, reparties en une quinzaine de maisons, en Belgique, en France, au Brésil, au Congo et en Angleterre.